# Ribeirão Caranguejo
O ribeirão Caranguejo é um  curso de água do estado de Minas Gerais, Brasil. É um afluente da margem esquerda do rio Novo e, portanto, um subafluente do rio Pomba. É um dos rios que compõem a bacia hidrográfica do rio Paraíba do Sul.
Apresenta 23 km de extensão e drena uma área de 133 km². Sua nascente localiza-se no município de Tabuleiro, a uma altitude de aproximadamente 600 metros. Banha a cidade de Rio Novo, onde tem sua foz no  rio Novo. Ao longo de 10 km a partir da foz do córrego dos Almeidas, seu leito serve de limite natural entre os municípios de Piau e Rio Novo.